# Ollerton (Cheshire)
Ollerton – wieś w Anglii, w hrabstwie ceremonialnym Cheshire, w dystrykcie (unitary authority) Cheshire East. Leży 39 km na wschód od miasta Chester i 249 km na północny zachód od Londynu. W 2001 miejscowość liczyła 323 mieszkańców.